# Jeff Halpern
Jeffrey C. „Jeff“ Halpern (* 3. května 1976 v Potomac, Maryland, USA) je bývalý americký hokejový útočník a momentálně je asistent hlavního trenéra v týmu Tampa Bay Lightning.

## Mládí
Narodil se v Potomac, Maryland, rodičům Glorii (rozená Klein) a Melvin Halpernovím. Navštěvoval střední školu v Potomac Winston Churchill, který neměl hokejový tým. Aby mohl pokračovat v hokeji, později přešel do St. Paul's School (Concord, New Hampshire), kde byl jeho spolubydlící Ian McKee. Dále absolvoval Princetonskou univerzitu. 11. února 2005 při automobilové nehodě zemřela jeho matka Gloria, spolu s jeho tetou a strýcem Debbie Alan.

## Osobní život
Je žid a členem židovské sportovní haly ve Washingtonu (DC). V roce 2005 se zúčastnil svátku Jom kipur. Byl ženatý s bývalou roztleskávačkou Kelley Cornwell, v červnu 2011 přestoupila na židovskou víru. Jejich první dítě se narodilo v lednu 2012. Stal se prvním hráčem, který se uplatnil v NHL z Jihu Spojených států amerických, později následovali hráči Patrick O’Sullivan, Jared Ross a Blake Geoffrion.

## Hráčská kariéra
V lize ECAC Hockey odehrál čtyři sezony mezi roky 1995 a 1999 v týmu Princeton University, v sezoně 1997/98 vyhrál s týmem titul. V NHL začal kariéru v sezoně 1999/00 v týmu Washington Capitals jako nedraftovaný hráč. V prvním roce působení v organizaci Capitals odehrál 79 zápasů z 82. V Capitals odehrál šest sezon (1999/2006) a v poslední sezoně (2005/06) byl zvolen kapitánem mužstva. Při výluce v NHL hrával ve Švýcarské lize nejprve v týmu Kloten Flyers a po devíti zápasech přestoupil do nižší ligy do týmu HC Ajoie. Ještě před výlukou 21. července 2004 prodloužil smlouvu s Capitals. 5. července 2006 opustil Capitals a podepsal 4letou smlouvy s týmem Dallas Stars jako volný hráč. V klubu byl náhradou za Jasona Arnotta. Těsně před uzávěrkou přestupů byl 26. února 2008 vyměněn spolu s Mikem Smithem, Jussim Jokinenem a 4. kolo draftu 2009 do týmu Tampa Bay Lightning za Brada Richardse a Johana Holmqvista. Po sezoně hrál celkem 83 zápasů a stali se spolu s Brianem Campbellem jedinými hráči, kteří dosáhli 83 zápasů v sezoně (2007/08).

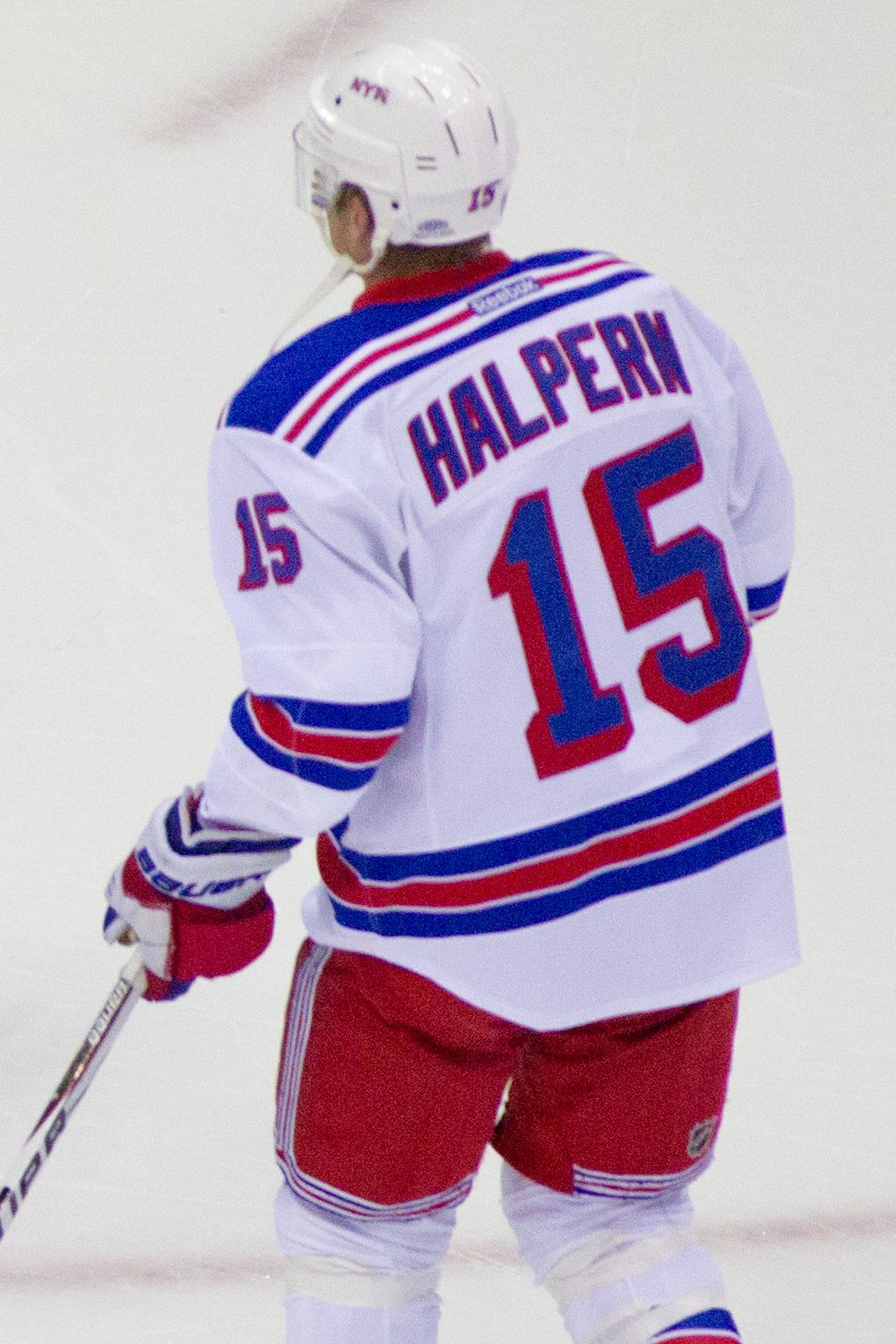
Jeff Halpern na ledě s dresem New York Rangers.

3. března 2010 byl vyměněn z Lightning do Los Angeles Kings. V Los Angeles pouze dohrál sezónu. 8. září 2010 podepsal smlouvu na jeden rok za 600 000 dolarů s týmem Montreal Canadiens jako volný hráč. V prvním zápase za Canadiens vstřelil první branku z týmu. S Canadiens sice postoupil do playoff, ale byli hned vyřazeni v prvním kole týmem Boston Bruins 3:4 na zápasy. Canadiens mu nenabídlo prodloužení smlouvy a 1. července 2011 se stal nechráněným hráčem, hned na to se s ním dohodl tým Washington Capitals, který mu nabídl jednoletou smlouvu, ve které si vydělá 825 000 dolarů. V klubu působil především ve třetí a čtvrté formaci. Po vypršení kontraktu se opět stal volným hráčem, 9. července 2012 se dohodl s klubem New York Rangers na jednoleté smlouvě v hodnotě 700 000 dolarů. Začátek sezóny zbrzdila výluka v NHL, během výluky nikde nehrál. Debut v Rangers prožil v utkání proti Boston Bruins, hrál ve čtvrté formaci. Po třiceti odehraných zápasech si připsal jeden kanadský bod. 23. březen 2013 zapsalo klub Halperna na listinu volných hráčů, z listiny si ho stáhl klub Montreal Canadiens, ve kterém před dvěma lety působil.
Za Canadiens dokončil sezónu 2012/13, s klubem si zahrál playoff. Po sezóně se snížil platový strop NHL a bylo obtížnější sehnat angažmá. Před startem do nového ročníku nesehnal žádné angažmá, dohodl se s finským klubem TPS Turku hrající nejvyšší soutěž. Smlouvu podepsal na jeden rok pod podmínkou, když přijde nabídka z NHL může odejít. Za TPS Turku stihl odehrát osm utkání v nichž vstřelil čtyři branky. 12. října 2013 přišla nabídka z vedení klubu Phoenix Coyotes a dohodl se na roční dvoucestný kontrakt. Poslední zápas své kariéry odehrál v dresu Coyotes 4. března 2014 proti Dallas Stars, v zápase strávil skoro dvanáct minut na ledě.

## Trenérská kariéra
27. června 2016 oznámila organizace Tampa Bay Lightning, že Halpern bude působit na farmě Syracuse Crunch jako asistent trenéra. Hlavním trenérem Crunch je Benoît Groulx a asistent Trent Cull. Po dvouletém angažmá na farmě v Syracuse Crunch byl povolán do hlavního realizačního týmu Tampa Bay Lightning, funkce asistenta hlavního trenéra mu zůstala. V sezoně 2019/20 klub Tampa Bay Lightning vyhrál Stanleyův pohár, během své hráčské kariéry Stanley Cup nevyhrál. V následující sezoně se Tampě Bay podařilo obhájit Stanleyův pohár.

## Zajímavosti
Jeho první branka v NHL byla rovněž prvním bodem pro spoluhráče z Capitals Miika Elomo.

## Ocenění a úspěchy
- Nováček měsíce března v NHL (2000)[4]

## Prvenství
- Debut v NHL – 2. října 1999 (Florida Panthers proti Washington Capitals)
- První asistence v NHL – 16. října 1999 (Washington Capitals proti San Jose Sharks)
- První gól v NHL – 19. října 1999 (Washington Capitals proti Mighty Ducks of Anaheim, americkému brankáři Guy Hebert)

## Klubové statistiky
| Sezóna       | Klub                 | Soutěž       |     | Základní část | Základní část | Základní část | Základní část | Základní část |   | Play off | Play off | Play off | Play off | Play off |
| Sezóna       | Klub                 | Soutěž       | Z   | G             | A             | B             | TM            | Z             | G | A        | B        | TM       |          |          |
| 1994/95      | Stratford Cullitons  | OHA-B        | 44  | 29            | 54            | 83            | 43            | —             | — | —        | —        | —        |          |          |
| 1995/96      | Princeton University | ECAC         | 29  | 3             | 11            | 14            | 30            | —             | — | —        | —        | —        |          |          |
| 1996/97      | Princeton University | ECAC         | 33  | 7             | 24            | 31            | 35            | —             | — | —        | —        | —        |          |          |
| 1997/98      | Princeton University | ECAC         | 36  | 28            | 25            | 53            | 46            | —             | — | —        | —        | —        |          |          |
| 1998/99      | Princeton University | ECAC         | 33  | 22            | 22            | 44            | 32            | —             | — | —        | —        | —        |          |          |
| 1998/99      | Portland Pirates     | AHL          | 6   | 2             | 1             | 3             | 4             | —             | — | —        | —        | —        |          |          |
| 1999/00      | Washington Capitals  | NHL          | 79  | 18            | 11            | 29            | 39            | 5             | 2 | 1        | 3        | 0        |          |          |
| 2000/01      | Washington Capitals  | NHL          | 80  | 21            | 21            | 42            | 60            | 6             | 2 | 3        | 5        | 17       |          |          |
| 2001/02      | Washington Capitals  | NHL          | 48  | 5             | 14            | 19            | 29            | —             | — | —        | —        | —        |          |          |
| 2002/03      | Washington Capitals  | NHL          | 82  | 13            | 21            | 34            | 88            | 6             | 0 | 1        | 1        | 2        |          |          |
| 2003/04      | Washington Capitals  | NHL          | 79  | 19            | 27            | 46            | 56            | —             | — | —        | —        | —        |          |          |
| 2004/05      | HC Ajoie             | NLB          | 15  | 5             | 12            | 17            | 52            | —             | — | —        | —        | —        |          |          |
| 2004/05      | Kloten Flyers        | NLA          | 9   | 7             | 4             | 11            | 6             | —             | — | —        | —        | —        |          |          |
| 2005/06      | Washington Capitals  | NHL          | 70  | 11            | 33            | 44            | 79            | —             | — | —        | —        | —        |          |          |
| 2006/07      | Dallas Stars         | NHL          | 76  | 8             | 17            | 25            | 78            | 7             | 2 | 1        | 3        | 4        |          |          |
| 2007/08      | Dallas Stars         | NHL          | 64  | 10            | 14            | 24            | 40            | —             | — | —        | —        | —        |          |          |
| 2007/08      | Tampa Bay Lightning  | NHL          | 19  | 10            | 8             | 18            | 14            | —             | — | —        | —        | —        |          |          |
| 2008/09      | Tampa Bay Lightning  | NHL          | 52  | 7             | 9             | 16            | 32            | —             | — | —        | —        | —        |          |          |
| 2009/10      | Tampa Bay Lightning  | NHL          | 55  | 9             | 8             | 17            | 27            | —             | — | —        | —        | —        |          |          |
| 2009/10      | Los Angeles Kings    | NHL          | 16  | 0             | 2             | 2             | 12            | 6             | 0 | 0        | 0        | 4        |          |          |
| 2010/11      | Montreal Canadiens   | NHL          | 72  | 11            | 15            | 26            | 29            | 4             | 1 | 0        | 1        | 0        |          |          |
| 2011/12      | Washington Capitals  | NHL          | 69  | 4             | 12            | 16            | 24            | 2             | 0 | 0        | 0        | 4        |          |          |
| 2012/13      | New York Rangers     | NHL          | 30  | 0             | 1             | 1             | 8             | —             | — | —        | —        | —        |          |          |
| 2012/13      | Montréal Canadiens   | NHL          | 16  | 1             | 1             | 2             | 2             | 3             | 0 | 1        | 1        | 0        |          |          |
| 2013/14      | TPS Turku            | SM-l         | 8   | 4             | 0             | 4             | 30            | —             | — | —        | —        | —        |          |          |
| 2013/14      | Phoenix Coyotes      | NHL          | 69  | 5             | 7             | 12            | 24            | —             | — | —        | —        | —        |          |          |
| Celkem v NHL | Celkem v NHL         | Celkem v NHL | 976 | 152           | 221           | 373           | 641           | 39            | 7 | 7        | 14       | 31       |          |          |

## Reprezentace
Na MS 2008 byl jmenován kapitánem Spojených států.
| Rok          | Tým          | Soutěž       | Z  | G | A | B  | TM |
| ------------ | ------------ | ------------ | -- | - | - | -- | -- |
| 2000         | USA          | MS           | 7  | 1 | 1 | 2  | 4  |
| 2001         | USA          | MS           | 9  | 1 | 1 | 2  | 8  |
| 2004         | USA          | MS           | 9  | 2 | 2 | 4  | 4  |
| 2004         | USA          | SP           | 4  | 0 | 0 | 0  | 7  |
| 2005         | USA          | MS           | 7  | 1 | 0 | 1  | 6  |
| 2008         | USA          | MS           | 3  | 0 | 1 | 1  | 4  |
| Celkem na MS | Celkem na MS | Celkem na MS | 35 | 5 | 5 | 10 | 26 |